# Heede (Holstein)
Pour les articles homonymes, voir Heede.
Heede est une commune allemande du Schleswig-Holstein, située dans l'arrondissement de Pinneberg (Kreis Pinneberg), à deux kilomètres à l'est de la ville de Barmstedt. Heede fait partie de l'Amt Rantzau qui regroupe dix communes autour de Barmstedt.